# Shake It
Shake It – utwór greckiego wokalisty Sakisa Ruwasa, napisany przez Nikosa Terzisa i Nektariosa Tirakisa, nagrany oraz wydany w 2004 roku, umieszczony na reedycji dziewiątej płyty artysty pt. To hrono stamatao.
Utwór reprezentował Grecję w 49. Konkursie Piosenki Eurowizji w 2004 roku, zajmując ostatecznie trzecie miejsce w finałowej klasyfikacji. Singiel dotarł do pierwszego miejsca krajowej listy przebojów, utrzymując się na szczycie notowania przez osiem tygodni.

## Historia utworu

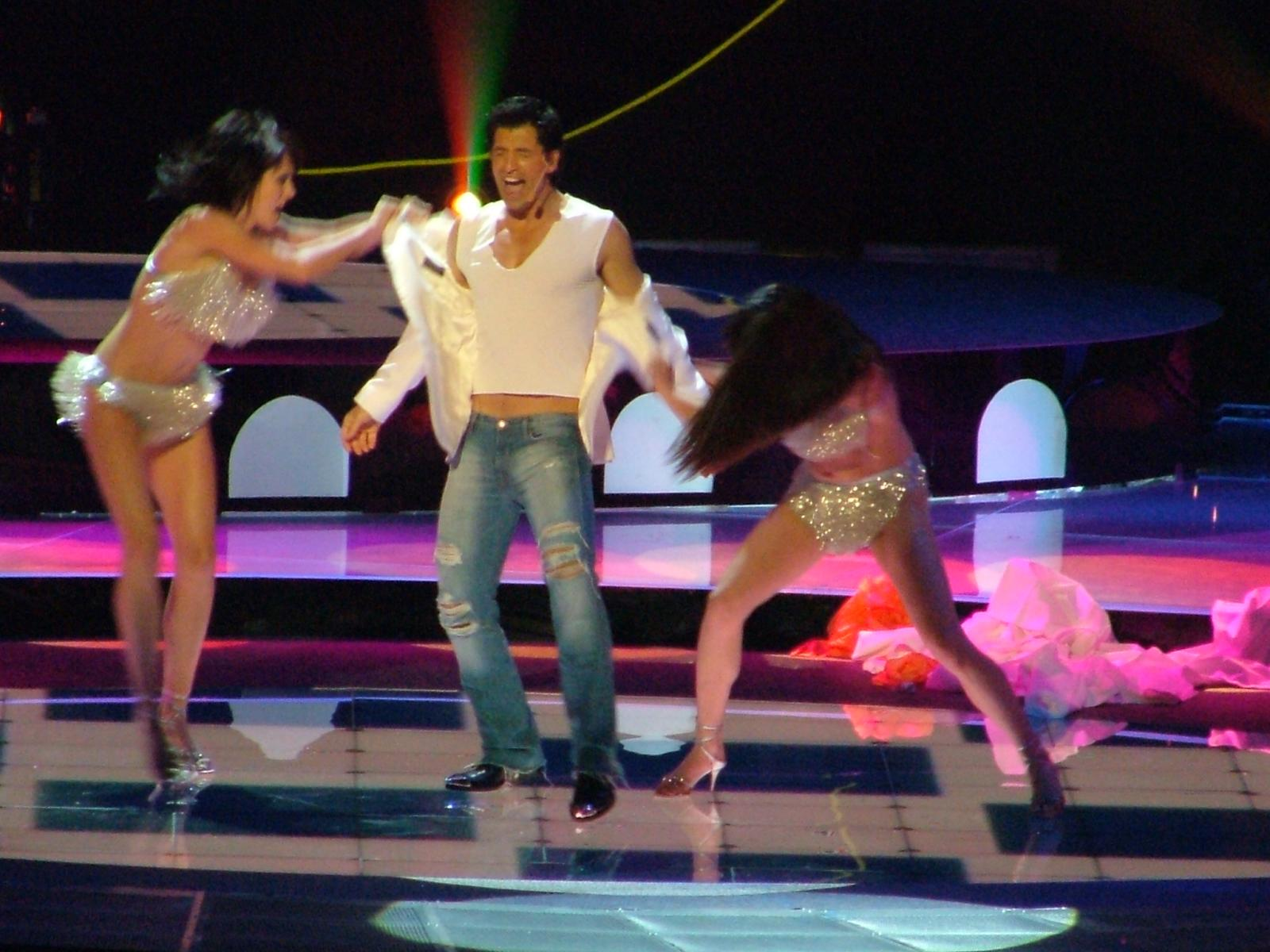
Ruwas podczas wykonania utworu w finale 49. Konkursu Piosenki Eurowizji w 2004 roku

### Nagrywanie
Utwór został skomponowany w 2004 roku przez Nikosa Terzisa, który został także producentem piosenki. Tekst do numeru napisał Nektarios Tirakis. Singiel jest taneczną kompozycją zawierającą etniczne brzmienia charakterystyczne dla muzyki greckiej.

### Teledysk
Oficjalny teledysk do utworu wyreżyserował Kostas Kapetanidis przy wsparciu wytwórni producenckiej Cream. Klip został nakręcony w kwietniu na greckiej wyspie Santoryn. Choreografem obrazka został Fokas Evaggelinos. Premiera obrazka odbyła się podczas uroczystości pożegnalnej, zorganizowanej przez sponsora wokalisty – firmy Vodafone – na dwa dni przed wyjazdem artysty do Stambułu, gdzie rozpoczął próby do występu w 49. Konkursie Piosenki Eurowizji.

### Konkurs Piosenki Eurowizji 2004
Utwór reprezentował Grecję podczas 49. Konkursu Piosenki Eurowizji w 2004 roku. Podczas koncertu półfinałowego widowiska, który odbył się 12 maja, piosenka zajęła trzecie miejsce, zdobywając łącznie 238 punktów, w tym maksymalne noty 12 punktów od Albanii, Cypru, Wielkiej Brytanii, Izraela, Malty, Rumunii i Turcji. W finale widowiska, który został rozegrany trzy dni później, propozycja uplasowała się ostatecznie na trzecim miejscu w klasyfikacji, otrzymując w sumie 252 punkty, w tym najwyższe noty od Albanii, Cypru, Wielkiej Brytanii, Holandii i Rumunii. Podczas obu występów Ruwasowi towarzyszyły dwie tancerki oraz chórek w składzie: Apostolos Psihramis, Andonis Dominos i Yoanna Fafaliu.

## Lista utworów
CD Maxi-Single
1. „Shake It” (Eurovision Version) – 2:58
2. „Shake It” (Club Remix) – 6:34
3. „Shake It” (Soumka Mix) – 3:32
4. „Shake It” (Marsheaux Radio Mix) – 3:52
5. „Shake It” (Radio Version) – 2:58

## Notowania na listach przebojów
| Kraj             | Lista (2004)            | Najwyższe miejsce | Certyfikat |
| ---------------- | ----------------------- | ----------------- | ---------- |
| Grecja           | Top 50 Singles          | 1                 | 2xPlatyna  |
| Belgia (Walonia) | Ultratop Top 50 Singles | 14                | –          |
| Szwecja          | Singles Top 60          | 32                | –          |